# 第2航空艦隊 (日本海軍)
第二航空艦隊（日语：／ Daini Kōkū Kantai ?）是旧日本海軍的一支陆基海军航空兵编制。

## 历史
1944年6月15日，第二航空舰队（简称二航舰）创立。同年7月23日，二航舰针对日间攻击、傍晚攻击以及依靠T攻击部队进行的夜间攻击进行部署，根据状况的不同拟定了各种战法。二航舰所想定的作战过程与不久后的台灣空戰相比，除了索敌结果以外，作战指挥、战果报告、损害等都很接近。同时二航舰司令部判断二航舰将会成为接下来的决战的主力，因此设想将第三航空艦隊所负责的空域也纳入二航舰辖下，由二航舰对全部陆基航空兵力进行统一指挥，三航舰则对二航舰进行支援。同年8月21日，聯合艦隊司令长官丰田副武海军大将下发了《T攻击部队及作战要领》的指示，开始组建二航舰专属T部队指导部。截至9月1日，安排了762空副（空付）及二航舰参谋等指挥职务的任命
。
同年10月10日，美军对冲绳那霸等多地发动了冲绳大空袭，二航舰司令长官福留繁决定取消夜间攻击行动。11日清晨，日军发起侦察，中午终于发现美军航母特混舰队的踪迹，18:30发布了次日（12日）的作战要领。12日起双方进行了大规模的空战，二航舰报告了辉煌的战果，但18日侦察机再次报告发现美军航母舰队，其后日军才发现了战果误报的情况。
台湾空战结束后，在台湾的二航舰为了准备雷伊泰灣海戰（莱特湾海战），而在呂宋岛一带进行活动。
10月22日，第一航空舰队的司令长官大西瀧治郎海军中将试图劝说福留，让二航舰仿效一航舰进行特攻（自杀式攻击）作战。福留一开始拒绝了大西的提议；但25日二航舰得到了一航舰的战果，福留决定也采用特攻战法。随后一、二航舰联合组成联合基地航空队，福留任指挥官，大西任参谋长。从10月27日第二神风特别攻击队编成开始，直到二航舰解散为止，二航舰都在进行特攻行动。
1945年1月8日，二航舰解散。

## 司令长官
1. 福留繁海军中将：1944年6月15日‐1945年1月8日

## 参谋长
1. 杉本丑衛 海军少将：1944年6月15日 - 1944年10月27日
2. 菊池朝三（日语：菊池朝三） 海军少将：1944年10月27日 - 1945年1月8日